# Stefan Kaljuš
Stefan Kaljuš (serbisch-kyrillisch Стефан Каљуш, * 4. Februar 2002 in der Bundesrepublik Jugoslawien) ist ein serbischer Leichtathlet, der sich auf den Sprint spezialisiert hat.

## Sportliche Laufbahn
Erste internationale Erfahrungen sammelte Stefan Kaljuš im Jahr 2019, als er bei den U18-Balkan-Meisterschaften in Istanbul in 11,15 s den fünften Platz im 100-Meter-Lauf belegte. Anschließend schied er beim Europäischen Olympischen Jugendfestival (EYOF) in Baku mit 11,06 s und 22,37 s jeweils im Vorlauf über 100 und 200 Meter aus. Im Jahr darauf kam er bei den Balkan-Hallenmeisterschaften in Istanbul mit 7,16 s nicht über die Vorrunde im 60-Meter-Lauf hinaus und im September gelangte er bei den U20-Balkan-Meisterschaften ebendort mit 50,19 s auf Rang sieben über 400 Meter, gewann mit der serbischen 4-mal-100-Meter-Staffel in 42,32 s die Bronzemedaille und wurde in der 4-mal-400-Meter-Staffel in 3:26,77 min Vierter. 2021 schied er bei den U20-Balkan-Hallenmeisterschaften in Sofia mit 7,07 s im Vorlauf über 60 Meter aus und wurde mit der 4-mal-400-Meter-Staffel disqualifiziert. Im Jahr darauf kam er bei den Balkan-Meisterschaften in Craiova mit 11,10 s nicht über den Vorlauf über 100 Meter hinaus und gewann in der 4-mal-100-Meter-Staffel in 39,85 s die Silbermedaille hinter dem rumänischen Team. 2023 wurde er bei der 2. Liga der Team-Europameisterschaft im Rahmen der Europaspiele in Chorzów in 39,99 s Dritter im B-Lauf der 4-mal-100-Meter-Staffel. Anschließend verpasste er bei den Balkan-Meisterschaften in Kraljevo mit 10,82 s den Finaleinzug über 100 Meter und belegte im Staffelbewerb in 40,24 s den vierten Platz.
In den Jahren 2021 und 2023 wurde Kaljuš serbischer Hallenmeister in der 4-mal-200-Meter-Staffel.

## Persönliche Bestzeiten
- 100 Meter: 10,62 s (+1,7 m/s), 27. Mai 2023 in Budapest
  - 60 Meter (Halle): 6,86 s, 18. Februar 2023 in Belgrad
- 200 Meter: 21,36 s (+0,9 m/s), 27. Mai 2023 in Budapest
  - 200 Meter (Halle): 22,29 s, 19. Februar 2023 in Belgrad